# Pierre Jean David d’Angers

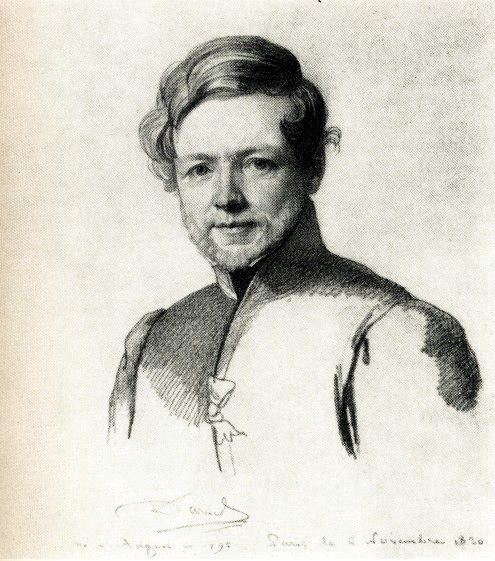
Carl Christian Vogel von Vogelstein – Pierre Jean David D’Angers (1830)

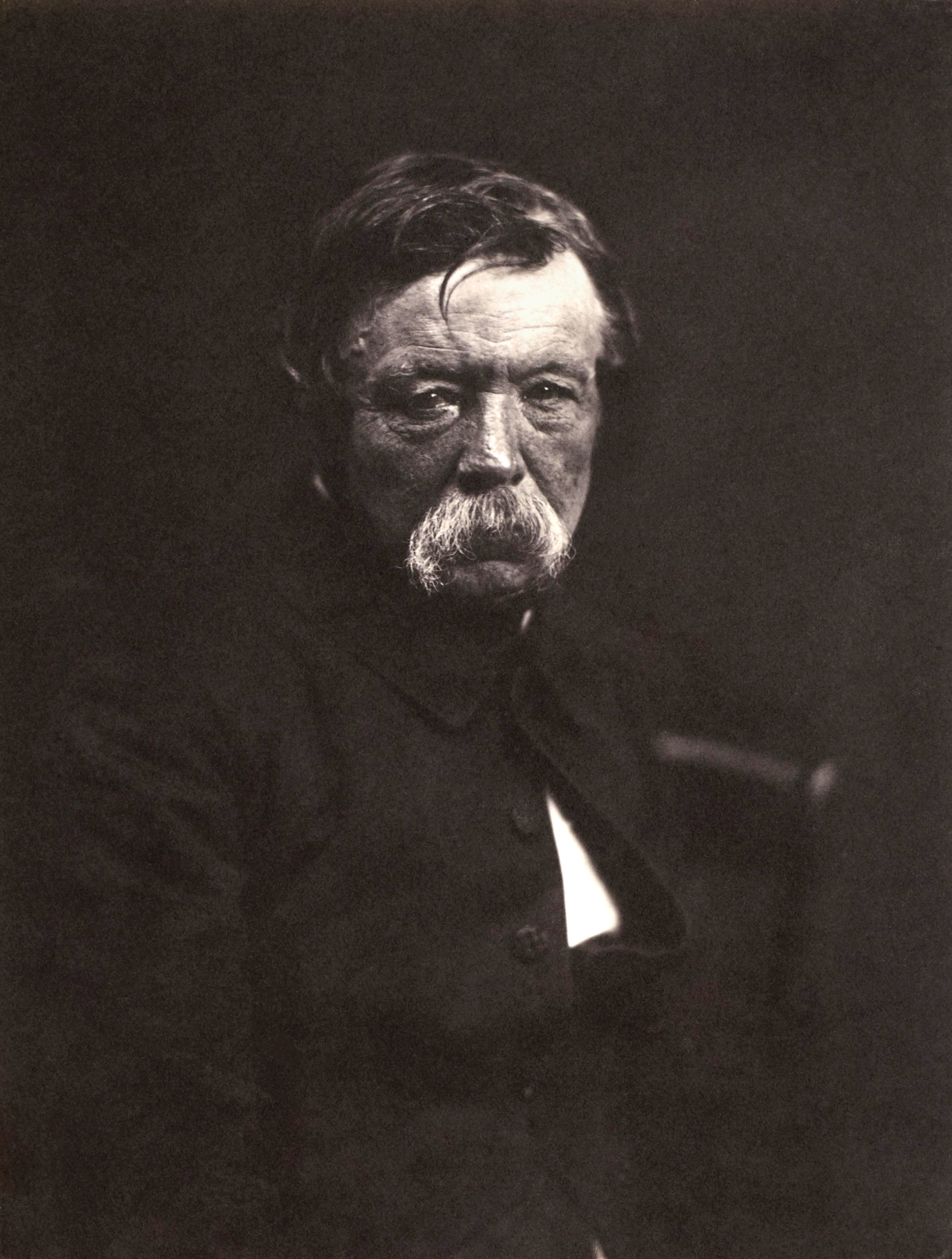
David d’Angers, 1853

Pierre Jean David, genannt David d’Angers (* 12. März 1788 in Angers; † 5. Januar 1856 in Paris) war ein französischer Bildhauer und Medailleur. Er nahm den Namen David d'Angers an, nachdem er 1809 in das Atelier des Malers Jacques-Louis David eingetreten war, um seine Herkunft zum Ausdruck zu bringen und sich von dem Meister abzugrenzen. 

## Leben
Er erhielt den ersten Unterricht im Zeichnen von seinem Vater, einem Holzschnitzer. Um das Jahr 1800 kam er dann nach Paris, wo er sich anfangs seinen Unterhalt durch Steinarbeiten erwarb und später in das Atelier des Bildhauers Philippe-Laurent Roland (1746–1816) aufgenommen wurde. Im Jahre 1810 nahm ihn auch der Maler Jacques Louis David unentgeltlich in sein Lehratelier auf, während ihm seine Vaterstadt ein jährliches Stipendium von 500 Francs aussetzte.

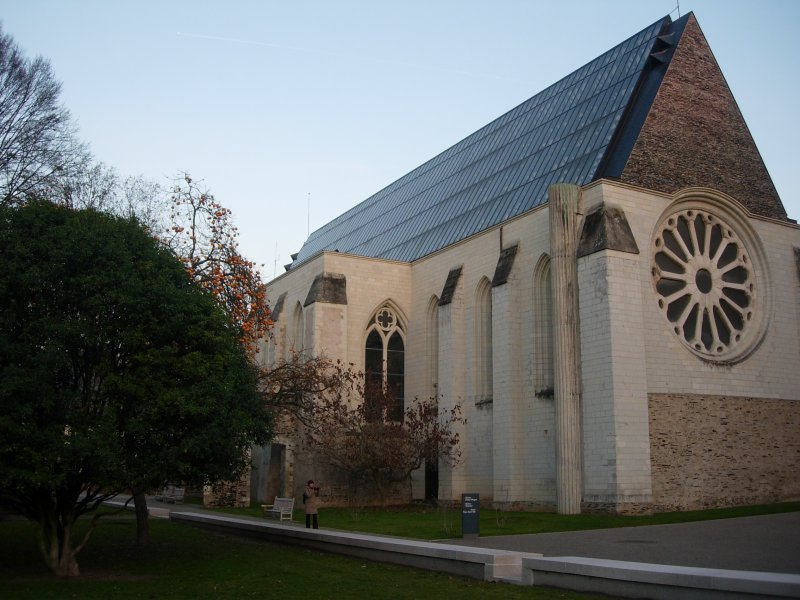
Musée David d’Angers, Angers

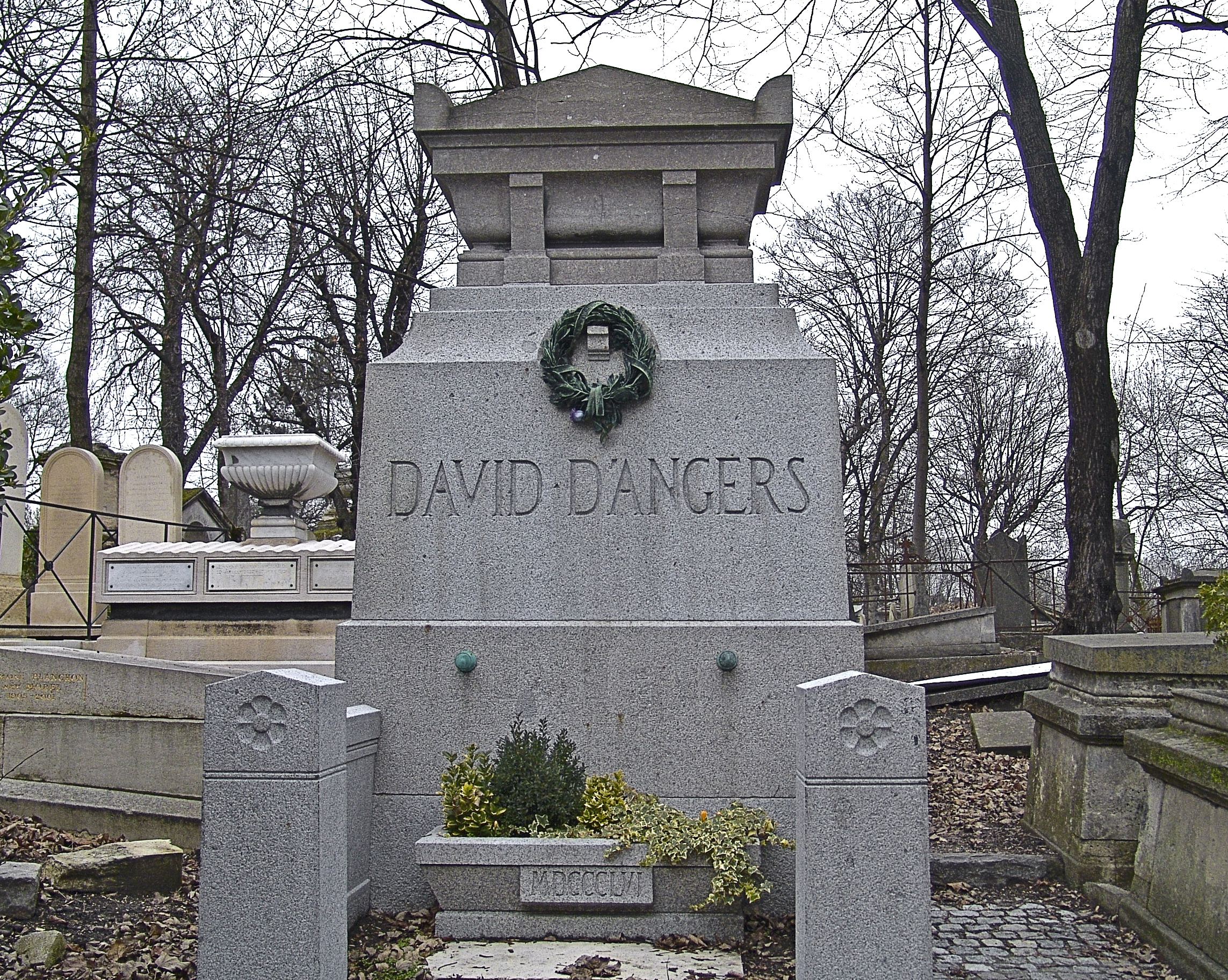
Grab von David d’Angers – Friedhof Père-Lachaise, Division 39

Im Jahr 1811 wurde von der Académie royale de peinture et de sculpture David d’Angers’ Relief Tod des Epaminondas mit dem Prix de Rome ausgezeichnet. Verbunden mit dieser Auszeichnung war ein Studienaufenthalt in der Villa Medici in Rom. Dort nahm er sich vor allem die Antike zum Vorbild und arbeitete auch einige Zeit in Antonio Canovas Atelier.
Nach seinem Aufenthalt in Rom reiste David durch Frankreich nach London, wo er den Künstler Flaxman kennenlernte und am Wellington-Denkmal arbeitete. David kehrt 1818 nach Paris zurück.
Mit seinem ersten Werk, der Statue von Louis Condé für den Hof im Schloss Versailles, einer Arbeit voll sprühendem Leben und von einer damals ungewöhnlichen Kühnheit der Bewegung, stellte er sich sofort in schroffen Gegensatz zu der herrschenden klassizistischen Richtung und hielt am Realismus, abgesehen von kleinen Schwankungen, mit einer starken, stetig wachsenden Betonung des physiognomischen Ausdrucks bis zu seinem Tod fest.
Nachdem er sich durch seine Arbeit in Versailles einen Namen gemacht hatte, wurde er 1825 zum Ritter der Ehrenlegion ernannt. 1826 wurde er zum Mitglied der Académie des Beaux-Arts gewählt und am 11. Januar 1826 zum Professor an der École des Beaux-Arts in Paris ernannt. 
Im Jahre 1828 besuchte er Weimar, 1834 München, Stuttgart, Berlin und Dresden. Das Ergebnis dieser Studienreisen waren von der ersten die Büsten von Johann Wolfgang von Goethe, von der zweiten die Büsten von Friedrich Wilhelm Joseph von Schelling, Johann Heinrich Dannecker, Ludwig Tieck und Christian Daniel Rauch, sämtlich in kolossaler Größe modelliert. Die Goethebüste, welche der Künstler 1831 dem Dichter als Geschenk zusandte, ist heute in der Bibliothek zu Weimar aufgestellt.
Bei seinem Aufenthalt in Dresden im November 1834 besuchte David d'Angers Caspar David Friedrich in seinem Atelier, um ihn für ein kleines Medaillon zu porträtieren. Dabei zeigte er sich von den Arbeiten des Malers überwältigt. Er sprach jene Worte, die für die Charakterisierung von Friedrichs Landschaftsmalerei legendär wurden: „Voilà un homme qui a découvert la tragédie du paysage!“ In seinem Tagebuch und Briefen hat er diesen kolportierten Satz mehrfach ausgedeutet: „...[die Bilder] veranlassen zum Träumen; sie gleichen Dichtungen; bewundernswert, wie er die ‚Tragödie der Landschaft‘ verstanden hat“. Heute gilt David d'Angers als einer der wenigen Zeitgenossen, die Friedrichs Werk in seiner Tiefe und Originalität verstanden. 
Von 1835 bis 1837 gestaltete David d’Angers das Giebelfeld am Panthéon in Paris. Dieser Giebel stellt das Vaterland (in der Mitte) dar, das die Freiheit schenkt und zu seiner Rechten die Wissenschaften schützt – vertreten durch zahlreiche bedeutende Wissenschaftler (Xavier Bichat, Berthollet, Gaspard Monge, Laplace...), Philosophen (Voltaire, Jean-Jacques Rousseau...), Schriftsteller (Fénelon, Pierre Corneille...) und Künstler (Jacques-Louis David...) und zu seiner Linken die Geschichte – vertreten durch die großen Persönlichkeiten des Staates (Napoleon Bonaparte...) und die Studenten der École polytechnique.
Mit den Jahren wuchs seine Lust an der menschlichen Physiognomie dergestalt, dass er auf alle berühmten Männer Jagd machte und ihre Züge wenigstens in Medaillons festhielt, deren vollständigste Sammlung, 550 an der Zahl, sich im Louvre befindet.
In der Politik radikaler Oppositionsmann, gab er gemeinsam mit Hippolyte Lazare Carnot Bertrand Barères Memoiren heraus und war auch Mitglied der Konstituante von 1848. Nach dem Staatsstreich Louis Napoleons (Napoleons III.) vom 2. Dezember 1851 aus Frankreich verbannt, erhielt er später die Erlaubnis zur Rückkehr und starb am 5. Januar 1856 in Paris. In seiner Vaterstadt wurde ihm ein Museum gewidmet (Galerie David d’Angers). Nachdem die Galerie David d’Angers mehr als 150 Jahre lang im Refektorium des Musée des Beaux-Arts d’Angers untergebracht war, wurde sie 1984 in die vollständig umstrukturierte Abtei Toussaint d'Angers verlegt. An diesem Ort werden 23 monumentale Statuen, das Gipsmodell des Giebels des Pantheons in Paris, 44 Büsten und etwa 100 Medaillons präsentiert.
In der Galerie d’Angers werden die meisten Skulpturen in Form von Werkstattgipsen ausgestellt, welche die Vorstufe zum endgültigen Werk darstellen, das dann in Bronze gegossen oder in Marmor oder Stein gehauen wird.
Über 1300 Briefe von David d’Angers, einige Werke aus seiner Bibliothek (mit Widmungen von Victor Hugo, Alfred de Vigny, Charles Nodier usw.) sowie fast ein Meter seines Archivs (Artikelentwürfe, verschiedene Notizen zu seinen Baustellen, Medaillons und Skulpturen) werden in der Stadtbibliothek von Angers aufbewahrt. 
Zu seinen Schülern zählen Albert-Ernest Carrier-Belleuse, Paul Gayrard und Joseph Mezzara.
Er war auch als Freimaurer aktiv.
Die Académie royale des Sciences, des Lettres et des Beaux-Arts de Belgique nahm ihn 1847 als assoziiertes Mitglied auf.

## Werke (Auswahl)

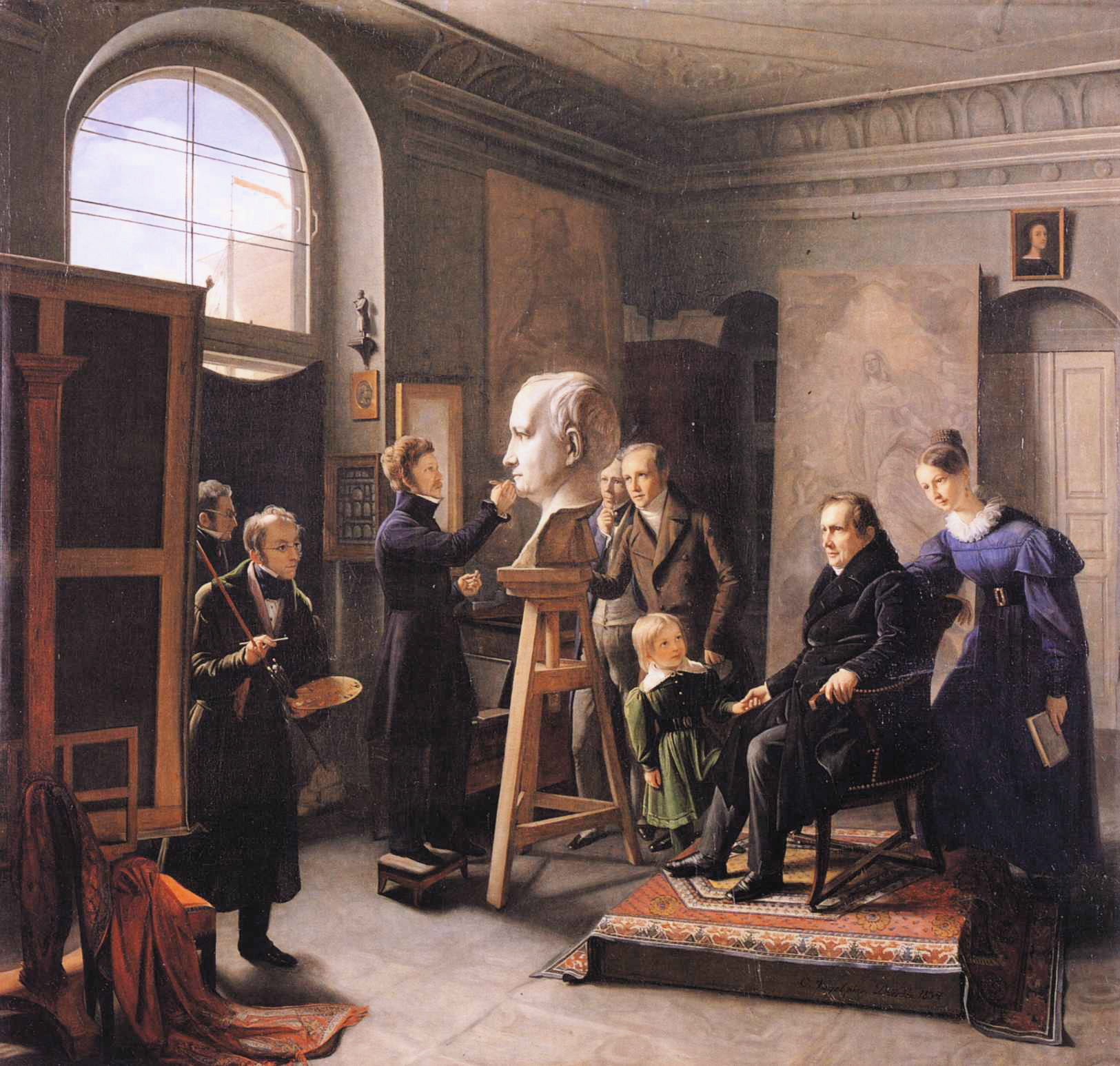
David d’Angers bei der Arbeit an der Büste von Ludwig Tieck, Gemälde von Carl Christian Vogel von Vogelstein.

- Statuette Józef Antoni Poniatowski, Marschall von Frankreich, Bronzehohlguss, 15 × 14 × 57,5 cm, Heeresgeschichtliches Museum, Wien
- Die heilige Cäcilie. Paris
- Charles de Bonchamps. Kirche von Saint-Florent-le-Vieil, 1824
- Ein griechisches Mädchen, das eine Lorbeerkrone auf Markos Botsaris’ Grab niederlegt
- Talma. Théâtre français
- Grabmal François Fénelon. Kathedrale von Cambrai, 1823–26
- Christus, Maria und St. Johannes. Kathedrale von Angers, 1830
- Ein junger Hirt, sich im Wasser besehend. Galerie David d’Angers
- Grabmal des Generals Foy. Friedhof Père-Lachaise, 1831
- Madame de Staël. Institut de France (Paris)

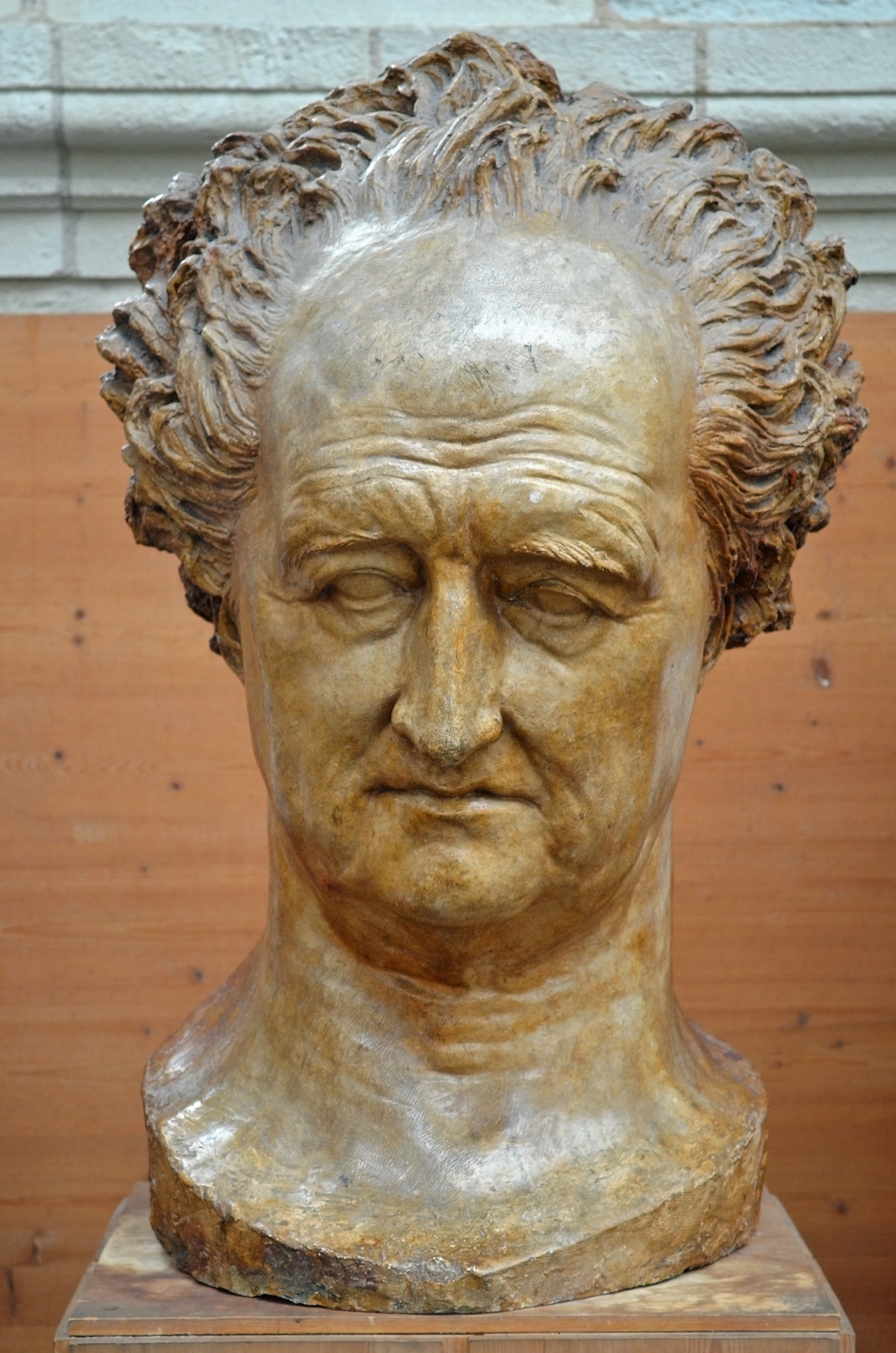
David d’Angers, Goethe

- David d’Angers, GoetheThomas Jefferson in Philadelphia, Pennsylvania
- Philopömen. Louvre
- Georges Cuvier. Montbéliard und im Jardin des Plantes (Paris)
- Pierre Corneille. Rouen 1834
- Jean Racine. La Ferté-Milon, Département Aisne
- die Büsten von Franz I., Ambroise Paré, Louis Visconti, Camille Jordan, Pierre Auguste Béclard, James Fenimore Cooper, Casimir Delavigne, Desiré-Raoul Rochette, Jeremy Bentham, François Fénelon, Charles de Secondat, Baron de Montesquieu, Jean Racine, Heinrich II., Bernard Germain Lacépède, Jean Casimir-Périer, Auguste Hilarion de Kératry, Gioacchino Rossini, Marie-Joseph Motier, Marquis de La Fayette, Emmanuel Joseph Sieyès, François-René de Chateaubriand,
- die Basisreliefs Der Genius des Kriegs und der Befestigung an der Julisäule des Place de la Bastille,
- Die Reihe sämtlicher komischer und tragischer Dichter im Schauspielsaal des Théâtre de l'Odéon, jeder von dreien seiner personifizierten Werke begleitet.
- Büste Goethes, Herzogin Anna Amalia Bibliothek, Weimar[7]